# Saint-Paul-en-Chablais
Saint-Paul-en-Chablais este o comună în departamentul Haute-Savoie din sud-estul Franței. În 2009 avea o populație de 2.142 de locuitori.

## Evoluția populației
| An        | 1975 | 1982 | 1990  | 1999  | 2006  | 2009  |
| --------- | ---- | ---- | ----- | ----- | ----- | ----- |
| Populație | 875  | 992  | 1.400 | 1.703 | 2.027 | 2.142 |